# Smile Pretty Cure!
Smile Pretty Cure! (jap. スマイルプリキュア！ Sumairu PuriKyua!) – japońskie anime z gatunku mahō-shōjo, dziewiąta z serii Pretty Cure, której autorem jest Izumi Todo. Seria Smile Pretty Cure! emitowana była od 5 lutego 2012 do 27 stycznia 2013 roku. Głównym motywem serii są bajki. Powstał także film Smile Pretty Cure! The Movie: Big Mismatch in a Picture Book! (jap. 映画 スマイルプリキュア！ 絵本の中はみんなチグハグ！ Eiga Sumairu Purikyua!: Ehon no naka wa minna chiguhagu!), którego premiera odbyła się 27 października 2012 roku. Od 23 września 2016 roku na platformie Netflix, dostępnych jest 40 odcinków w polskim dubbingu, pod tytułem Glitter Force.

## Opis fabuły
Kraina baśni Märchenland zostaje zaatakowana przez złego imperatora Pierrota. Wróżka Candy zostaje wysłana na Ziemię w poszukiwaniu legendarnych Pretty Cure. Nowo przebudzone wojowniczki stają przed zadaniem zebrania skradzionych Decorów i pokonania Królestwa Bad End, którego wysłannicy pragną doprowadzić świat do jak najgorszego zakończenia.

## Postacie

### Pretty Cure
Miyuki Hoshizora (jap. 星空 みゆき Hoshizora Miyuki) / Cure Happy (jap. キュアハッピー Kyua Happī)
Seiyū: Misato Fukuen, Elżbieta Kopocińska (dubbing) 
14-letnia dziewczyna, interesująca się książkami i bajkami, przeniosła się do Średniej Szkoły Nanairogaoka. Jak wcześniejsze liderki, Miyuki jest miła i optymistyczna, ale czasami bywa niezdarna. Jej hasłem jest "Być ultra szczęśliwym!". Po transformacji staje się Cure Happy Migotliwie świeci, światło przyszłości! Cure Happy! (jap. キラキラ輝く未来の光！キュアハッピー！ Kirakira kagayaku mirai no hikari! Kyua Happī!; Twinkling, shining, light of the future! Cure Happy!). Strój Cure Happy jest różowy. Jej moc to światło.
W filmie jej transformacja zmienia się na Ultra Cure Happy. Przedstawia się wtedy jako Światło Miłości pełni uśmiechu! Ultra Cure Happy (jap. 笑顔の包む愛のひかり！ウルトラキュアハッピー！ Egao no tsutsumu Ai no Hikari! Urutora Kyua Happī!; The Light of Love Full of Smiles! Ultra Cure Happy!)
Akane Hino (jap. 日野 あかね Hino Akane) / Cure Sunny (jap. キュアサニー Kyua Sanī)
Seiyū: Asami Tano, Agnieszka Mrozińska (dubbing, sezon 1), Izabella Bukowska-Chądzyńska (dubbing, sezon 2) 
Akane pochodzi z Osaki, należy do szkolnego klubu siatkówki, jej rodzice prowadzą sklep z okonomiyaki. Akane wydaje się być bardzo żartobliwa, ale potrafi być bardzo zawzięta i uparcie dążyć do celu. Po transformacji staje się Cure Sunny Brylantowe słońce, gorąca krwią moc! Cure Sunny (jap. 太陽サンサン熱血パワー!キュアサニー! Taiyou Sansan Nekketsu pawaa! Kyua Sani!; The brilliant sun, hot-blooded power! Cure Sunny!). Strój Cure Sunny jest Pomarańczowy z jasnopomarańczowymi dodatkami. Jej moc to ogień.
Yayoi Kise (jap. 黄瀬 やよい Kise Yayoi) / Cure Peace (jap. キュアピース Kyua Pīsu)
Seiyū: Hisako Kanemoto, Justyna Bojczuk (dubbing) 
Yayoi jest bardzo nieśmiała. Jest utalentowana rysowniczo, jej marzeniem jest zostać sławnym mangaką. Na ogól, Kise jest płaczliwa i słaba, jednak jest lojalna swym przyjaciołom aż do końca. Po transformacji staje się Cure Peace Błyszczący, Kamień-Papier-Nożyce! Cure Peace! (jap. ピカピカ ぴか りん じゃんけん ポン ♪ キュア ピース! Pikapika pikarin jankenpon ♪ Kyua Pisu!; Sparkling, glittering, rock-paper-scissors! Cure Peace!). Strój Cure Peace jest żółty. Jej moc to błyskawice.
Nao Midorikawa (jap. 緑川 なお Midorikawa Nao) / Cure March (jap. キュアマーチ Kyua Māchi)
Seiyū: Marina Inoue, Anna Apostolakis (dubbing) 
Dziewczyna-chłopczyca, posiada dużą rodzinę, jest członkinią szkolnego klubu piłki nożnej. Nao jest bardzo odpowiedzialna, jeśli chodzi o opiekę nad swoim licznym rodzeństwem, jest bardzo opiekuńcza. Po transformacji staje się Cure March Odważny, wysoki porywający, czystego cięcia mecz! Cure March! (jap. 勇気リンリン直球勝負!キュアマーチ! Yuuki rinrin chokkyu Shoubu! Kyua Machi!; Courageous, high-spirited, a clean-cut match! Cure March!). Strój Cure March jest zielony. Jej moc to wiatr.
Reika Aoki (jap. 青木　れいか Aoki Reika) / Cure Beauty (jap. キュアビューティ Kyua Byūti)
Seiyū: Chinami Nishimura, Klementyna Umer (dubbing) 
Jest wiceprezydentem Samorządu Uczniowskiego, oraz członkinią klubu artystycznego, gdzie pisze poezje. Reika jest elegancką, miłą i mądrą dziewczyną, jednak kiedy walczy, potrafi uparcie dążyć do zwycięstwa. Po transformacji staje się Cure Beauty Śnieg, spadanie i zbierze, szlachetne serce! Cure Beauty! (jap. しんしんと降りつもる清き心！キュアビューティ！ Shinshin to furitsumoru kiyoki kokoro! Kyua Byūti!; Snowing, falling and gathering, a noble heart! Cure Beauty!). Strój Cure Beauty jest niebieski. Jej moc to lód.
Po transformacji wojowniczki przedstawiają się zdaniem: Nasze pięć świateł poprowadzi nas w przyszłość! Iskrzące! Smile Pretty Cure! (jap. ５つの光が導く未来！輝け！スマイルプリキュア！ Itsutsu no hikari ga michibiku mirai! Kagayake! Sumairu PuriKyua!)

### Märchenland
Candy (jap. キャンディ Kyandi)
Seiyū: Ikue Ōtani, Milena Suszyńska (dubbing, sezon 1), Karolina Kalina-Bulcewicz (dubbing, sezon 2) 
Candy jest wróżką zespołu. Została zesłana na ziemię, aby odnaleźć Cure Decor, które mają ocalić krainę Märchenland. Candy Kończy zdania wyrażeniem "kuru~".
Pop (jap. ポップ Poppu)
Seiyū: Daisuke Sakaguchi, Piotr Gogol (dubbing) 
Wyglądem przypomina lwa, jest drugą wróżką zespołu, jest także starszym bratem Candy. Przybył na ziemię w tym samym celu, co Candy. Kończy zdania wyrażeniem "~de gozaru".
Royal Queen (jap. ロイヤルクイーン Roiyaru Kuīn)
Seiyū: Sumi Shimamoto, Maria Brzostyńska (dubbing) 
Królowa i matka Candy.

### Bad End Kingdom
Pierrot (jap. ピエーロ Piēro)
Seiyū: Tesshō Genda 
Jest władcą Królestwa Bad End, wysłał swoich pomocników na Ziemię, aby przeszkodzili Pretty Cure w zbieraniu Cure Decor.
Wolfrun (jap. ウルフルン Urufurun)
Seiyū: Tomoyuki Shimura, Janusz Wituch (dubbing, sezon 2), Jarosław Boberek (dubbing, sezon 1) 
Jest wysłannikiem Pierrota, którego zadaniem jest ścigać Candy zanim znajdzie Pretty Cure. Jest oparty na złym wilku z Czerwonego Kapturka i trzech małych świnek.
Akaoni (jap. アカオーニ Akaōni)
Seiyū: Hiroshi Iwasaki, Zbigniew Dziduch (dubbing) 
jeden z podwładnych Pierrota, czerwony demon, przypominający "oni" z japońskich bajek, takich jak Momotaro.
Majorina (jap. マジョリーナ Majorīna)
Seiyū: Miina Tominaga 
Jedna z podwładnych Pierrota, czarownica. Często wynajduje różne gadżety mające pomóc w pokonaniu Pretty Cure. Opiera się na złej wiedźmie z "Królewny Śnieżki". Potrafi zmienić się w młodą kobietę wypowiadając słowa "Majorina Time!". Ona również kończy zdania wyrażeniem "dawasha".
Joker (jap. ジョーカー Jōkā)
Seiyū: Yūji Mitsuya, Jarosław Domin (dubbing) 
Najlojalniejszy Pierrotowi oraz najbardziej niebezpieczny i najsilniejszy z całej trójki. Przewodzi pozostałą trójką.
Bad End Pretty Cure (jap. バッドエンドプリキュア Baddo Endo Purikyua)
Seiyū: Misato Fukuen, Asami Tano, Hisako Kanemoto, Marina Inoue, Chinami Nishimura 
Złe klony Pretty Cure zrobione z Cure Decora przez Jokera.
Akanbe (jap. アカンベェ Akanbee)
Seiyū: Hiro Sasaki, Zbigniew Dziduch (dubbing) 
Są potworami przywoływanymi przez złą energię ludzi. Są one tworzone przez fuzję danego obiektu z czerwonym nosem zawierającym moc Pierrota i Cure Decor. Od koloru nosa zależy siła Akanbe.

## Przedmioty
- Smile Pact (jap. スマイルパクト Sumairu Pakuto) – przedmiot służący do przemiany w Pretty Cure za pomocą Cure Decor.Służy Cures do ataku na potwora.
- Cure Decor (jap. キュアデコル Kyua Dekoru) – magiczne znaczki, które zostały skradzione przez Pierrota. Pretty Cure muszą je odzyskać.
- Decor Décor (jap. デコルデコール Dekoru Dekooru) – pudełko na przechowywanie Cure Decor i komunikatów z Pop.
- Princess Candle (jap. プリンセスキャンドル Purinsesu Kyandoru) – różdżki, w które zmieniają się Smile Pact. Służą do wykonywania ataku Rainbow Burst i jego ulepszeń.
- Royal Clock (jap. ロイヤルクロック Roiyaru Kurokku) – pojawił się po skolekcjonowaniu drugiego zestawu Cure Decor. Dzięki niemu Pretty Cure mogą wykonać atak Royal Rainbow Burst oraz Ultra Rainbow Burst.

## Lokacje
- Märchenland – miejsce skąd pochodzi Candy i Pop.
- Nanairogaoka Middle School (jap. 七色ヶ丘中学校 Nanairogaoka chuugakkou) – szkoła, do której uczęszczają dziewczyny.
- Bad End Kingdom (jap. バッドエンド王国 Baddo Endo Oukoku) – miejsce gdzie mieszkają Wolfrun, Akaoni, Majorina i Joker.

## Muzyka
Opening
- "Let's go! Smile Pretty Cure!" (jap. Let's go！ スマイルプリキュア！) (odc. 1-48), Aya Ikeda

Ending
- "Yay! Yay! Yay!" (jap. イェイ！イェイ！イェイ！) (odc. 1-24), Hitomi Yoshida
- "Mankai*Smile!" (jap. 満開＊スマイル！) (odc. 25-48), Hitomi Yoshida